# Castniídeos
Castniídeos (Castniidae) é uma família de insectos da ordem Lepidoptera.
É uma pequena família com menos de 200 espécies. A maioria das espécies é neotropical, com algumas na Austrália e sudeste da Ásia.
São traças de tamanho médio a grande. As asas anteriores são crípticas e as posteriores coloridas.
São ativas durante o dia e por isso muitas vezes confundidas com borboletas.

## Géneros
- Aciloa
- Amauta
- Athis
- Castnia
- Castniomera
- Castnius
- Ceretes
- Chremes
- Corybantes
- Cyerina
- Daguana
- Divana
- Dominickus
- Duboisvalia
- Enicospila
- Erythrocastnia
- Escalantiana
- Eupalamides
- Feschaeria
- Frostetola
- Gazera
- Geyeria
- Haemonides
- Hista
- Imara
- Ircila
- Lapaeumides
- Leucocastnia
- Melanosema
- Mirocastnia
- Neocastnia
- Oiticicastnia
- Paysandisia
- Prometheus (gênero)
- Riechia
- Spilopastes
- Synemon
- Synpalamides
- Tascina
- Tosxampila
- Xanthocastnia
- Yagra
- Ypanema
- Zegara